# Sykes–Picot-egyezmény

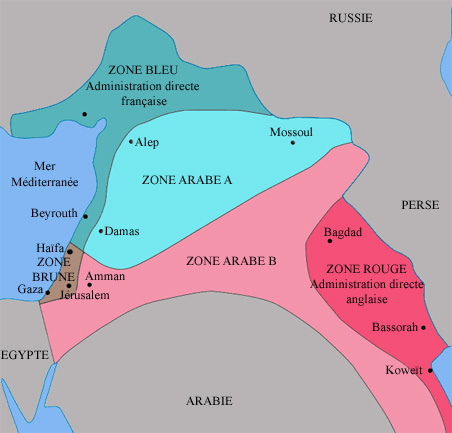
Az egyezmény alapján készült térkép

A Sykes–Picot-egyezmény vagy Sykes–Picot–Szazanov-egyezmény egy titkos szerződés volt Franciaország és Nagy-Britannia között 1916-ban, melyben – az Orosz Birodalom egyetértésével – felosztották egymást között az összeomlás szélén álló Oszmán Birodalom egy részét. 
Ez alapján az angolok kapták volna a mai Jordánia és Dél-Irak, valamint Haifa területét (a Gáza–Kirkuk-vonal alatt), a franciáké lett volna Anatólia délkeleti része (Kilikia, Kurdisztán), Észak-Irak, Szíria és Libanon. Palesztina közös felügyelet alá került volna. Egyes területek sorsáról Oroszországgal való egyeztetés után döntöttek volna.
Az 1917-es oroszországi forradalmak után a szovjetek visszaléptek a követeléseiktől és 1917. november 23-án közzétették az egyezmény szövegét az Izvesztyija és a Pravda újságokban, aminek következményeképp az arabok hite megingott a szövetségesek céljait illetően.
Anglia és Franciaország azonban később a Népszövetség segítségével bizonyos módosításokkal ugyan, de érvényt szerzett az egyezményben foglaltaknak, így az a 21. század elején is fennálló határok alapja lett. A szíriai polgárháború nyomán megerősödött iszlamista szervezetek, különösen az úgynevezett ISIS kalifátus egyik célja ennek a status quónak a teljes érvénytelenítése.